# Jarosław Flis
Pour les articles homonymes, voir Flis.
Jarosław Flis, né en 1967, est un sociologue, chroniqueur et commentateur politique polonais.

## Biographie
Jarosław Flis est diplômé de sociologie de l'université Jagellonne de Cracovie.
En 2002, il a soutenu une thèse de doctorat intitulée Uspołecznienie strategii rozwoju regionalnego na przykładzie Małopolskiej listy szans (La socialisation des stratégies de développement régional sur l'exemple de la liste des possibilités de la Petite-Pologne).
Il est maître de conférences à l'Institut de journalisme et de communication de l'université Jagellonne. Il se spécialise dans les relations publiques, la sociologie et l'administration publique.
De 1993 à 1997, il est porte-parole du président (maire) de Cracovie. Il a également été conseiller du président du Conseil des ministres Jerzy Buzek (1998/1999) et du voïvode de Petite-Pologne (1999/2003).
Il est chroniqueur de Tygodnik Powszechny et collabore régulièrement avec Gazeta Wyborcza et  Rzeczpospolita.  Il est invité régulièrement dans les principaux médias audiovisuels (TVP, TVN, Polsat).

## Publications
Livres
- Obywatel - biznes - władza : Powiązania międzysektorowe w Małopolsce, WSB, Tarnów, 1999  (ISBN 978-83-87903-02-2).
- Samorządowe public relations, Presses de l'Université Jagellonne, 2007  (ISBN 978-83-233-2281-8)[3]
- Opcja czy osoba? Upartyjnienie versus personalizacja w wyborach samorządowych (avec Michał Bukowski, Agnieszka Hess et Agnieszka Szymańska, Presses de l'Université Jagellonne, 2012  (ISBN 978-83-233-3270-1)

Articles